# 尹仇宽
尹仇宽（?—?），唐代南诏异牟寻时清平官，仇又作求，白族。
天宝年间，青蛉蛮首领尹氏父兄子弟相率投南诏，被阁罗凤厚待。贞元年间，他与族人尹辅酋都担任南诏清平官。贞元十年（794年）异弁寻派他与唐朝使者崔佐时于点苍山神祠结盟，南诏复归于唐。南诏王异牟寻大破吐蕃于神川（今云南丽江北），遂遣弟凑罗栋及仇宽等出使唐朝，献地图、铎鞘、浪人剑及吐蕃印八钮，被唐德宗赐为检校左散骑常侍，受封高溪郡王。